# Nazionale maschile di cricket della Nuova Zelanda
La nazionale di cricket della Nuova Zelanda è la squadra nazionale di cricket, posta sotto l'egida del New Zealand Cricket. Ha partecipato a tutte le edizioni della Coppa del Mondo di cricket arrivando in 5 occasioni in semifinale e due volte in finale (2015 e 2019).

## Storia

### Le origini
Nel febbraio 1894, la prima rudimentale nazionale Nuova Zelanda giocò contro il New South Wales al Lancaster Park di Christchurch. La partita fu vinta dal New South Wales con 160 punti. Il New South Wales tornò in Nuova Zelanda nel periodo 1895-96, e in questa occasione i padroni di casa ottennero la loro prima vittoria, battendo gli avversari con 142 punti.
La Nuova Zelanda disputò le sue prime due partite internazionali, non ufficialmente considerate Test match, nella stagione 1904/05 contro una squadra australiana che includeva giocatori di spicco come Victor Trumper, Warwick Armstrong e Clem Hill. Nella prima partita, la Nuova Zelanda evitò una clamorosa sconfitta grazie alla pioggia, ma nella seconda subì una pesante disfatta, perdendo per un inning e 358 punti. Questa rimane la seconda sconfitta più pesante della Nuova Zelanda nel cricket di prima classe. Nei successivi 50 anni, le sfide contro l'Australia furono limitate a squadre selezionate statali o all'Australia XI, poiché gli australiani non consideravano la Nuova Zelanda sufficientemente forte per il Test cricket.

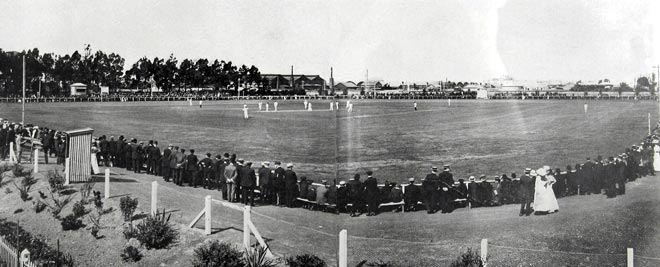
Partita di cricket Otago contro Australia a Carisbrook, Dunedin, 1910

### Gli anni tra le due guerre mondiali
Il Marylebone Cricket Club (MCC), desideroso di promuovere il cricket in tutto l'Impero Britannico, contribuì a un momento storico il 31 maggio 1926 . In quella data, l'associazione neozelandese, insieme alle sue controparti indiana e dell'India occidentale, divennero membri a pieno titolo dell'Imperial Cricket Conference (oggi International Cricket Council, ICC). Prima di questo, l'ICC era composto esclusivamente dal MCC e dai rappresentanti di Australia e Sud Africa.

Dopo essere entrata a far parte dell'ICC, alla Nuova Zelanda fu concessa l'opportunità di diventare la quinta nazione a partecipare ufficialmente ai Test match, il livello più prestigioso del cricket internazionale. Tuttavia nel 1927, durante la sua prima tournée in Inghilterra, la squadra neozelandese non disputò alcun Test match.

Nel 1931, la Nuova Zelanda fece la sua prima visita ufficiale in Inghilterra per una serie di tre Test match, segnando il suo debutto ufficiale nel Test cricket in un tour internazionale. Sebbene fosse un'importante pietra miliare per il cricket neozelandese, la squadra perse la serie 0-1. Due dei Test terminarono in pareggio, mentre l'Inghilterra vinse il secondo Test con un inning e 26 punti.

Nel 1937, la Nuova Zelanda intraprese la sua seconda visita in Inghilterra, e, come nel 1931, il tour si concluse con risultati simili. La Nuova Zelanda pareggiò due delle partite, ma perse il secondo test per 130 punti. Questa serie segnò l'ultima volta che la Nuova Zelanda partecipò a una serie di test prima dello scoppio della seconda guerra mondiale, che interruppe tutte le attività internazionali di cricket per sette anni.

### Il secondo dopoguerra
Nel 1945-46, la Nuova Zelanda disputò una partita contro l'Australia alla Basin Reserve di Wellington. La partita, inizialmente non considerata un test, ricevette retroattivamente lo status di test dall'Imperial Cricket Conference nel marzo 1948. Fu il primo test post-bellico della Nuova Zelanda e il primo in assoluto contro l'Australia.

Nel 1949, la Nuova Zelanda inviò una delle sue migliori squadre in Inghilterra. Le quattro prove, distribuite su tre giorni, terminarono tutte in pareggio. Nonostante il risultato, il tour è considerato uno dei migliori nella storia dei test della Nuova Zelanda. Durante le partite furono ottenuti punteggi elevati, con Martin Donnelly che realizzò un doppio century (206 punti) a Lord's.

Nel 1951-52, la Nuova Zelanda disputò le sue prime partite di prova contro le Indie Occidentali, ma perse la prima partita per cinque wicket, mentre la seconda si concluse con un pareggio. Nel 1952-53, il Sud Africa, che aveva concluso la sua serie in Australia con un pareggio 2-2, visitò la Nuova Zelanda per la prima volta in 20 anni, vincendo la serie di test 1-0 dopo un pareggio. La visita della Nuova Zelanda in Sud Africa nel 1953-54, la sua prima in quel paese, si concluse con una sconfitta per 0-4 in una serie di cinque test.

Nel 1954-55, la Nuova Zelanda segnò il punteggio più basso in un inning della sua storia, con soli 26 punti contro l'Inghilterra, e perse la serie di test 0-2. Nel 1955-56, la squadra giocò per la prima volta in Pakistan e India, ma non ottenne vittorie. Nella stessa stagione, la Nuova Zelanda conseguì la sua prima vittoria in un test match, battendo le Indie Occidentali di 190 punti in casa, dopo 45 test match. Tuttavia, le Indie Occidentali avevano già vinto la serie con tre vittorie. Nel 1958, la visita della Nuova Zelanda in Inghilterra si concluse con una sconfitta per 0-4. La visita di ritorno dell'Inghilterra in Nuova Zelanda nel 1958-59 non fu più fortunata per la squadra neozelandese, che perse per 0-1.

### Decenni senza vittorie test e l'arrivo dell'ODI
Negli anni '60 e '70, la Nuova Zelanda ottenne solo sette vittorie in 95 partite di test. Questo periodo fu caratterizzato da difficoltà nelle competizioni internazionali, con la squadra che faticava a trovare continuità nei risultati e a imporsi contro le squadre più forti.

Durante il tour in Sud Africa del 1961-1962, la Nuova Zelanda, guidata da John Reid, concluse la serie di test con un pareggio per 2-2. Le vittorie nella terza e nella quinta partita segnarono le prime vittorie in trasferta della squadra neozelandese. Durante quel tour, Reid si distinse segnando 1.915 punti, stabilendo un nuovo record per il maggior numero di punti realizzati da un battitore ospite in Sud Africa. Tuttavia, nella stagione 1962-63, la Nuova Zelanda perse tutte e tre le prove casalinghe contro l'Inghilterra.

L'11 febbraio 1973, la Nuova Zelanda disputò il suo primo incontro di One Day International (ODI) a Lancaster Park, Christchurch, con la squadra neozelandese sconfisse il Pakistan con un margine di 22 punti.

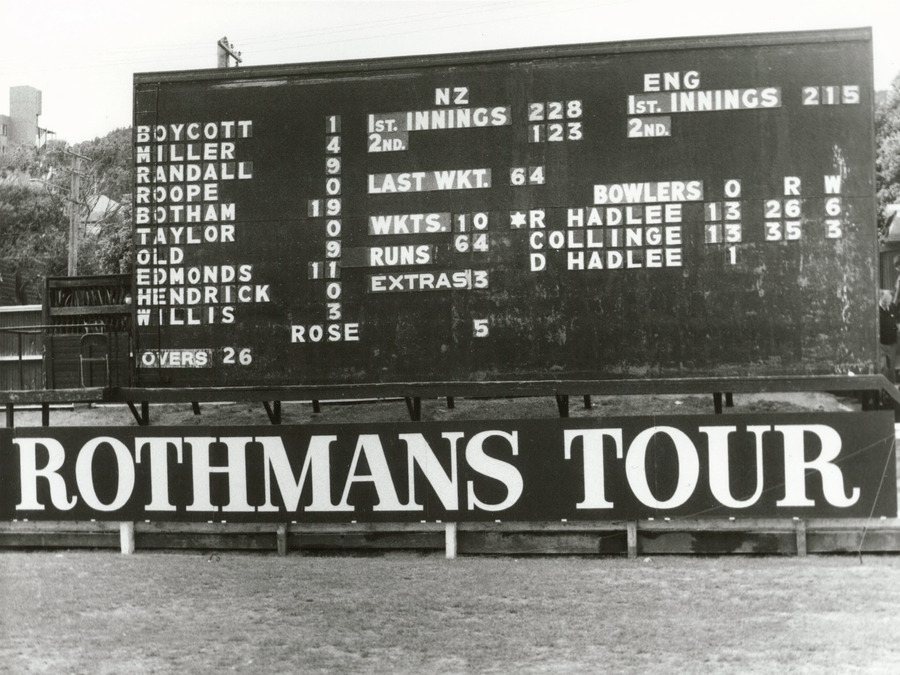
Tabellone segnapunti al Basin Reserve, febbraio 1978. Prima vittoria della Nuova Zelanda contro l'Inghilterra

Nel marzo del 1973, la Nuova Zelanda ottenne la sua prima vittoria in un test match contro l'Australia, trionfando nel secondo test della serie a Lancaster Park, Christchurch, con una vittoria di cinque wicket. La serie si concluse con un pareggio 1-1, dopo che il primo test terminò in pareggio e l'Australia vinse il terzo test con un margine di 297 punti.

Nel 1977/78 la Nuova Zelanda vinse il suo primo test contro l'Inghilterra, al 48º tentativo, al Basin Reserve, Wellington, con 72 punti.

Nel 1981 particolarmente rilevante fu una partita ODI contro l'Australia. Con i neozelandesi che avevano bisogno di un 6 per vincere, il capitano australiano Greg Chappell ordinò al fratello Trevor Chapell di lanciare una palla mirando al sottobraccio del battitore neozelandese Brian McKechnie. Le conseguenze dell'incidente inasprirono le relazioni politiche tra Australia e Nuova Zelanda, con diverse importanti figure politiche e del cricket che de finirono il gesto "antisportivo" e " non nello spirito del cricket".

Alla Coppa del Mondo di cricket 1992, la Nuova Zelanda si comportò nuovamente in modo eccellente, raggiungendo le semifinali, dove fu eliminata dal Pakistan, futuro campione del torneo, sotto la guida del capitano Imran Khan. Durante il torneo, la Nuova Zelanda ottenne vittorie contro tutte le altre squadre partecipanti.

Nel 1996, invece, la Nuova Zelanda fu eliminata nei quarti di finale, venendo battuta dall'Australia poco prima di accedere alle semifinali. Il 4 aprile 1996, la Nuova Zelanda stabilì un record mondiale quando l'intera squadra fu premiata come man of the match per le loro prestazioni straordinarie dopo aver sconfitto le Indie Occidentali per soli quattro punti. Questa fu la prima volta nella storia della Coppa del Mondo che un'intera squadra ricevette il premio di Giocatore della Partita.

### Il nuovo millennio
La Nuova Zelanda iniziò il nuovo millennio con una storica vittoria nell'ICC KnockOut del 2000 in Kenya, conquistando il suo primo torneo ICC. La squadra partì con una vittoria di 64 punti contro lo Zimbabwe e proseguì superando il Pakistan con quattro wicket in semifinale, guadagnandosi un posto nella finale, dove poi trionfò.

Alla Coppa del Mondo del 2003, la Nuova Zelanda raggiunse la fase del Super 6, grazie in gran parte al miglior run rate. Tuttavia, la squadra non disputò la partita della fase a gironi contro il Kenya a Nairobi per motivi di sicurezza. Poiché i punti di quella partita non furono conteggiati, la Nuova Zelanda fu eliminata dal torneo, non riuscendo a superare il turno successivo.

Nel 2005, ci furono preoccupazioni riguardo alla prevista tournée della Nuova Zelanda in Zimbabwe, a causa della situazione dei diritti umani nel paese. Ci fu pressione sulla squadra neozelandese affinché non partecipasse alla tournée, ma i giocatori si espressero favorevoli alla partecipazione, e alla fine la tournée ebbe luogo, nonostante i tentativi del Ministero degli Esteri e del Parlamento di impedirla. Durante la prima prova del tour a Harare, la Nuova Zelanda riuscì a sconfiggere lo Zimbabwe due volte nello stesso giorno, con vittorie di 59 e 99 corse, diventando così solo la seconda squadra, dopo l'India nel 1952 a Manchester, a realizzare un simile risultato. Il test match si concluse in due giorni, con la Nuova Zelanda che vinse con un inning e 294 punti.

Nella stagione 2012-13, Brendon McCullum divenne il nuovo capitano della Nuova Zelanda, con diversi giocatori che salirono al vertice della squadra. Sotto la sua guida, la Nuova Zelanda ottenne vittorie significative contro le Indie Occidentali nel 2013, l'India nella stagione 2013-14, il Pakistan e lo Sri Lanka nella stagione 2014-15, migliorando così la posizione della squadra nelle classifiche dei test e degli ODI. Durante la serie di test contro l'India, McCullum segnò 302 punti a Wellington, diventando il primo giocatore della Nuova Zelanda a realizzare un triplo secolo nel cricket Test.

### Le due semifinali ai mondiali
All'inizio del 2015, la Nuova Zelanda raggiunse la finale della Coppa del Mondo di Cricket, rimanendo imbattuta durante tutto il torneo. Tuttavia, nella finale, la squadra fu sconfitta dall'Australia con un margine di sette wicket. Nello stesso anno, la squadra nazionale di cricket della Nuova Zelanda giocò sotto il nome di Aotearoa nella sua prima partita contro lo Zimbabwe, in occasione della celebrazione del Te Wiki o te Reo Māori (Settimana della lingua Māori).

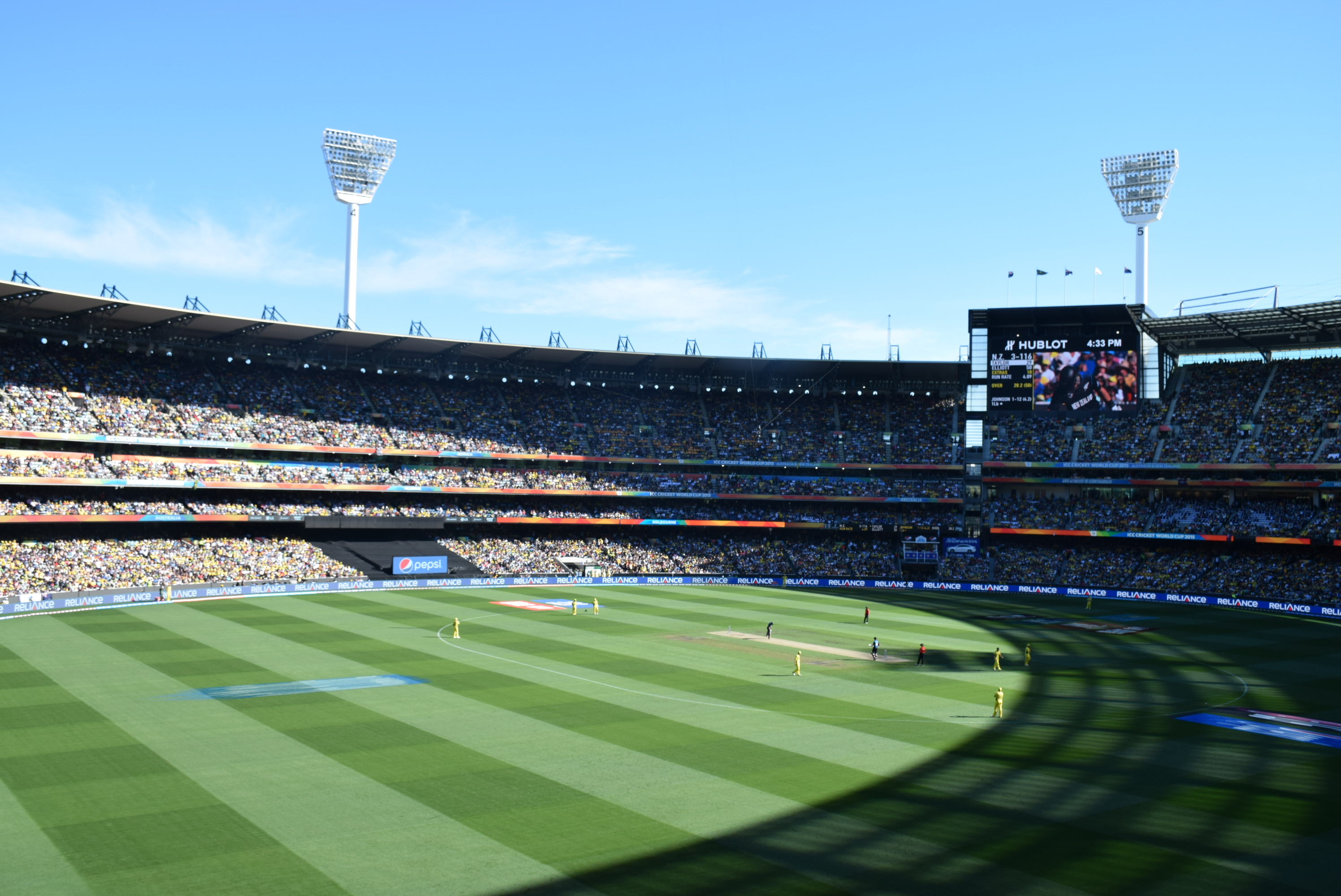
Finale della Coppa del Mondo 2015 tra Australia e Nuova Zelanda al Melbourne Cricket Ground

Nel febbraio 2016, Kane Williamson fu nominato capitano della Nuova Zelanda dopo il ritiro di Brendon McCullum, che aveva giocato il suo 101° test contro l'Australia a Christchurch. La prima serie internazionale di Williamson come capitano a tempo pieno fu la Coppa del Mondo T20 maschile 2016 in India, dove la squadra vinse tutte e quattro le partite del girone, ma perse contro l'Inghilterra in semifinale a Delhi. Dopo l'aggiornamento annuale delle classifiche del 4 maggio 2016, la Nuova Zelanda raggiunse la prima posizione nel ranking T20I. Tuttavia, la squadra attraversò un periodo difficile dopo il T20WC, perdendo le serie in trasferta contro Sudafrica, India e Australia. Nella stagione casalinga, la Nuova Zelanda riuscì a battere il Pakistan in una serie di test per la prima volta in 32 anni, vinse contro il Bangladesh in tutti i formati, conquistò il Chappell-Hadlee Trophy contro l'Australia, ma perse contro il Sudafrica nelle serie T20I, ODI e Test.

La Nuova Zelanda non disputò partite nel 2018. Nel periodo 2018-19, la squadra iniziò con un tour negli Emirati Arabi Uniti nell'ottobre-dicembre 2018 contro il Pakistan. Il tour cominciò con una sconfitta in whitewash nella serie T20I, ma la Nuova Zelanda riuscì a pareggiare la serie ODI 1-1. In seguito, la squadra realizzò uno straordinario atto di resilienza, registrando la sua prima vittoria in trasferta nella serie di test contro il Pakistan dopo 49 anni, salendo al 3° posto nella classifica dei test. Nella stagione casalinga, la Nuova Zelanda batté lo Sri Lanka in tutti i formati, perse contro l'India nella serie ODI, ma si rifacque vincendo la serie T20I contro di loro. Infine, la squadra sconfisse il Bangladesh in tutti i formati, guadagnandosi il 2° posto nella classifica dei test.

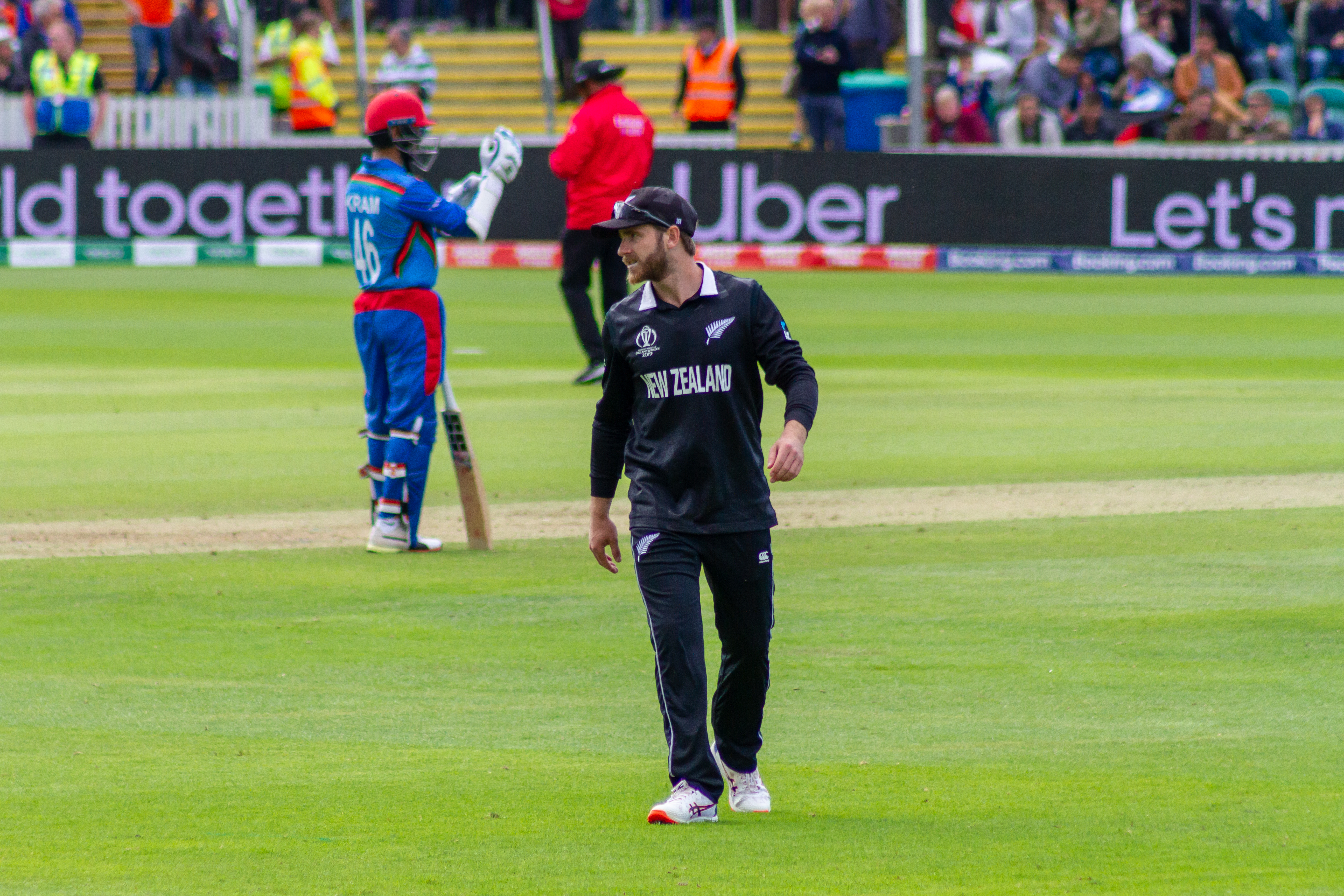
Il capitano della Nuova Zelanda Kane Williamson nella partita contro l'Afghanistan durante la Coppa del Mondo 2019

Alla Coppa del Mondo di cricket 2019, la Nuova Zelanda raggiunse la finale per il secondo anno consecutivo, dopo aver sconfitto l'India per 18 punti in semifinale. La squadra affrontò in finale i padroni di casa dell'Inghilterra, segnando la seconda volta nella storia della Coppa del Mondo (dopo il 1992) che due squadre senza precedenti titoli mondiali si incontravano in finale. La partita finale a Lord's è considerata una delle più emozionanti e drammatiche nella storia del cricket, ed è spesso citata come uno dei "migliori ODI di sempre". La partita e il successivo Super Over finirono in pareggio, con l'Inghilterra che vinse il titolo per aver segnato più confini durante il match. Il capitano neozelandese Kane Williamson stabilì il record per il maggior numero di punti (578) in una singola Coppa del Mondo. La Nuova Zelanda, inoltre, è l'unica squadra ad aver raggiunto almeno le semifinali in otto edizioni senza mai vincere il torneo.

### Gli anni dopo la COVID-19
Nel gennaio 2021, la Nuova Zelanda si classificò per la prima volta al primo posto nella classifica mondiale dei test. Successivamente, nel maggio dello stesso anno, la squadra raggiunse per la prima volta anche il primo posto nella classifica mondiale ODI. Nel giugno 2021, la Nuova Zelanda affrontò l'India nella finale del primo. 

Nel Super 12 della Coppa del Mondo T20 2021, che si è svolta in Oman e negli Emirati Arabi Uniti, la Nuova Zelanda perse contro il Pakistan, ma ottenne vittorie contro India, Scozia, Namibia e Afghanistan. I neozelandesi conclusero il loro girone al secondo posto, qualificandosi per le semifinali, dove sconfissero l'Inghilterra per cinque wicket, raggiungendo così la finale per la prima volta. Tuttavia, nella finale, la Nuova Zelanda fu battuta dall'Australia per otto wicket.
Nel Super 12 della Coppa del Mondo T20 2022 in Australia, la Nuova Zelanda iniziò con una vittoria contro i padroni di casa, sconfiggendoli di 89 punti dopo averli eliminati per 111. La partita successiva contro l'Afghanistan fu annullata a causa della pioggia, ma la Nuova Zelanda vinse contro Sri Lanka e Irlanda, mentre perse contro l'Inghilterra. Con un buon run rate netto, terminarono il girone al primo posto e raggiunsero le semifinali, dove furono eliminati dal Pakistan per sette wicket.

Durante la Coppa del Mondo di cricket 2023 in India, la Nuova Zelanda ottenne vittorie contro Inghilterra, Paesi Bassi, Bangladesh, Afghanistan e Sri Lanka, ma subì sconfitte contro India, Australia, Sud Africa e Pakistan. Nonostante le sconfitte, la squadra raggiunse le semifinali grazie al loro miglior tasso netto di punti, terminando a pari punti con Pakistan e Afghanistan. Tuttavia, furono eliminati in semifinale, perdendo contro l'India con un margine di 70 punti.

Nella Coppa del Mondo T20 del 2024, la Nuova Zelanda perse contro l'Afghanistan e le Indie Occidentali, ma vinse contro l'Uganda e la Papua Nuova Guinea. Nonostante le vittorie, la squadra fu eliminata nel turno preliminare, non riuscendo a qualificarsi per le semifinali di un grande torneo internazionale di cricket per la prima volta dal 2014.
Nel 2025 la Nuova Zelanda prende parte all'ICC Champions Trophy dal 19 febbraio al 9 marzo in Pakistan, venendo inserito nel gruppo A, terminando al secondo posto nel girone, vincendo contro Bangladesh e Pakistan, perdendo solamente contro la compagine indiana. Il 4 marzo i neozelandesi hanno giocato la semifinale contro il Sud Africa al Gaddafi Stadium di Lahore, vincendo di 50 runs e venendo accedendo alla semifinale, giocata il 9 agosto al Dubai International Cricket Stadium di Dubai. Nell'atto finale del torneo, giocato contro l'India, la nazionale della Nuova Zelanda perde di 4 wickets, concludendo il torneo al secondo posto.

## Albo d'oro

### ICC World Test Championship
| Anno      | Round    | Pos.   | GP | W  | L  | D | NR |
| --------- | -------- | ------ | -- | -- | -- | - | -- |
| 2019-2021 | Campione | 1/9    | 12 | 8  | 4  | 0 | 0  |
| 2021-2023 | Gironi   | 6/9    | 13 | 4  | 6  | 3 | 0  |
| 2023-2025 | Gironi   | 4/9    | 14 | 8  | 6  | 0 | 0  |
| Totale    | Totale   | Totale | 39 | 20 | 16 | 3 | 0  |

### Coppa del Mondo di cricket
| Anno   | Round            | Pos.   | GP  | W  | L  | T | NR |
| ------ | ---------------- | ------ | --- | -- | -- | - | -- |
| 1975   | Semifinale       | 4/8    | 4   | 2  | 2  | 0 | 0  |
| 1979   | Semifinale       | 4/8    | 4   | 2  | 2  | 0 | 0  |
| 1983   | Gironi           | 5/8    | 6   | 3  | 3  | 0 | 0  |
| 1987   | Gironi           | 6/8    | 6   | 2  | 4  | 0 | 0  |
| 1992   | Semifinale       | 3/9    | 9   | 7  | 2  | 0 | 0  |
| 1996   | Quarti di finale | 7/12   | 6   | 3  | 3  | 0 | 0  |
| 1999   | Semifinale       | 4/12   | 9   | 4  | 4  | 0 | 1  |
| 2003   | Super 6          | 5/14   | 9   | 5  | 4  | 0 | 0  |
| 2007   | Semifinale       | 3/16   | 10  | 7  | 3  | 0 | 0  |
| 2011   | Semifinale       | 4/14   | 8   | 5  | 3  | 0 | 0  |
| 2015   | Finale           | 2/14   | 9   | 8  | 1  | 0 | 0  |
| 2019   | Finale           | 2/10   | 11  | 6  | 4  | 0 | 1  |
| 2023   | Semifinale       | 4/10   | 10  | 5  | 5  | 0 | 0  |
| Totale | Totale           | Totale | 101 | 59 | 40 | 0 | 2  |

### Coppa del Mondo T20 maschile di cricket
| Anno   | Round      | Pos.   | GP | W  | L  | T | NR |
| ------ | ---------- | ------ | -- | -- | -- | - | -- |
| 2007   | Semifinale | 4/12   | 6  | 3  | 3  | 0 | 0  |
| 2009   | Super 8    | 5/12   | 5  | 2  | 3  | 0 | 0  |
| 2010   | Super 8    | 5/12   | 5  | 3  | 2  | 0 | 0  |
| 2012   | Super 8    | 7/12   | 5  | 1  | 4  | 0 | 0  |
| 2014   | Super 10   | 6/16   | 4  | 2  | 2  | 0 | 0  |
| 2016   | Semifinale | 3/16   | 5  | 4  | 1  | 0 | 0  |
| 2021   | Finale     | 1/16   | 7  | 5  | 2  | 0 | 0  |
| 2022   | Semifinale | 4/16   | 6  | 3  | 2  | 0 | 1  |
| 2024   | Gironi     | 10/20  | 4  | 2  | 2  | 0 | 0  |
| Totale | Totale     | Totale | 47 | 25 | 21 | 0 | 1  |

### ICC Champions Trophy
| Anno   | Round            | Pos.   | GP | W  | L  | T | NR |
| ------ | ---------------- | ------ | -- | -- | -- | - | -- |
| 1998   | Quarti di finale | 7/9    | 2  | 1  | 1  | 0 | 0  |
| 2000   | Campione         | 1/11   | 3  | 3  | 0  | 0 | 0  |
| 2002   | Gironi           | 8/12   | 2  | 1  | 1  | 0 | 0  |
| 2004   | Gironi           | 5/12   | 2  | 1  | 1  | 0 | 0  |
| 2006   | Semifinale       | 4/10   | 4  | 2  | 2  | 0 | 0  |
| 2009   | Finale           | 2/8    | 5  | 3  | 2  | 0 | 0  |
| 2013   | Gironi           | 5/8    | 3  | 1  | 1  | 0 | 1  |
| 2017   | Gironi           | 878    | 3  | 0  | 2  | 0 | 1  |
| 2025   | Finale           | 2/8    | 5  | 3  | 2  | 0 | 0  |
| Totale | Totale           | Totale | 27 | 15 | 12 | 0 | 2  |

### Giochi del Commonwealth
| Anno   | Round              | Pos.   | GP | W | L | T | NR |
| ------ | ------------------ | ------ | -- | - | - | - | -- |
| 1998   | Medaglia di bronzo | 3/16   | 5  | 4 | 1 | 0 | 0  |
| Totale | Totale             | Totale | 5  | 4 | 1 | 0 | 0  |

## Statistiche
Partite internazionali – Nuova Zelanda
Aggiornato al 26 luglio 2025.
| Record                  |     |     |     |   |      |
| Format                  | M   | W   | L   | T | D/NR |
| Tests                   | 478 | 118 | 190 | 0 | 170  |
| ODI                     | 841 | 390 | 401 | 6 | 44   |
| Twenty20 Internationals | 234 | 124 | 100 | 1 | 9    |

### Test match
Aggiornato al 17 dicembre 2024 
| Nazionale         | P   | W   | L   | D   | NR |
| ----------------- | --- | --- | --- | --- | -- |
| vs Full Members   |     |     |     |     |    |
| Australia         | 62  | 8   | 36  | 18  | 0  |
| Bangladesh        | 19  | 14  | 2   | 3   | 0  |
| India             | 65  | 16  | 22  | 27  | 0  |
| Indie Occidentali | 49  | 17  | 13  | 19  | 0  |
| Inghilterra       | 114 | 14  | 55  | 47  | 0  |
| Pakistan          | 62  | 14  | 25  | 23  | 0  |
| Sri Lanka         | 40  | 18  | 11  | 11  | 0  |
| Sudafrica         | 49  | 7   | 26  | 16  | 0  |
| Zimbabwe          | 17  | 11  | 0   | 6   | 0  |
| Totale            | 478 | 119 | 189 | 170 | 0  |

### ODI
Aggiornato al 5 aprile 2025 
| Nazionale            | P   | W   | L   | T | NR |
| -------------------- | --- | --- | --- | - | -- |
| vs Full Members      |     |     |     |   |    |
| Afghanistan          | 3   | 3   | 0   | 0 | 0  |
| Australia            | 142 | 39  | 96  | 0 | 7  |
| Bangladesh           | 46  | 34  | 11  | 0 | 1  |
| India                | 120 | 50  | 62  | 1 | 7  |
| Indie Occidentali    | 68  | 30  | 31  | 0 | 7  |
| Inghilterra          | 96  | 45  | 45  | 2 | 4  |
| Irlanda              | 7   | 7   | 0   | 0 | 0  |
| Pakistan             | 122 | 57  | 61  | 1 | 3  |
| Sri Lanka            | 108 | 54  | 44  | 1 | 9  |
| Sudafrica            | 74  | 27  | 42  | 0 | 5  |
| Zimbabwe             | 38  | 27  | 9   | 1 | 1  |
| vs Associate Members |     |     |     |   |    |
| Africa Orientale     | 1   | 1   | 0   | 0 | 0  |
| Canada               | 3   | 3   | 0   | 0 | 0  |
| Emirati Arabi Uniti  | 1   | 1   | 0   | 0 | 0  |
| Kenya                | 2   | 2   | 0   | 0 | 0  |
| Paesi Bassi          | 5   | 5   | 0   | 0 | 0  |
| Scozia               | 4   | 4   | 0   | 0 | 0  |
| Stati Uniti          | 1   | 1   | 0   | 0 | 0  |
| Totale               | 841 | 390 | 401 | 6 | 44 |

### T20I
Aggiornato al 26 luglio 2025 
| Nazionale            | P   | W   | L   | T | NR |
| -------------------- | --- | --- | --- | - | -- |
| vs Full Members      |     |     |     |   |    |
| Afghanistan          | 2   | 1   | 1   | 0 | 0  |
| Australia            | 19  | 6   | 13  | 0 | 0  |
| Bangladesh           | 20  | 15  | 4   | 0 | 1  |
| India                | 25  | 10  | 12  | 1 | 2  |
| Indie Occidentali    | 20  | 11  | 7   | 0 | 2  |
| Inghilterra          | 27  | 10  | 16  | 0 | 1  |
| Irlanda              | 5   | 5   | 0   | 0 | 0  |
| Pakistan             | 47  | 21  | 24  | 0 | 2  |
| Sri Lanka            | 28  | 16  | 11  | 0 | 1  |
| Sudafrica            | 18  | 7   | 11  | 0 | 0  |
| Zimbabwe             | 9   | 9   | 0   | 0 | 0  |
| vs Associate Members |     |     |     |   |    |
| Emirati Arabi Uniti  | 3   | 2   | 1   | 0 | 0  |
| Kenya                | 1   | 1   | 0   | 0 | 0  |
| Namibia              | 1   | 1   | 0   | 0 | 0  |
| Paesi Bassi          | 3   | 3   | 0   | 0 | 0  |
| Papua Nuova Guinea   | 1   | 1   | 0   | 0 | 0  |
| Scozia               | 4   | 4   | 0   | 0 | 0  |
| Uganda               | 1   | 1   | 0   | 0 | 0  |
| Totale               | 234 | 124 | 100 | 1 | 9  |